# آیفون ایکس
آیفون ایکس (که آن را آیفون ۱۰ نیز می‌خوانند) یک تلفن هوشمند ساخت شرکت اپل است که در تاریخ ۱۲ سپتامبر ۲۰۱۷ در سالن استیو جابز واقع در اپل پارک توسط مدیر عامل اپل، تیم کوک معرفی شد و تاریخ ۳ نوامبر ۲۰۱۷ به بازار ارائه شد. وجه تسمیه آیفون اکس از این روست که این محصول در دهمین سالگرد ارائه آیفون به بازار ارائه می‌شود و حرف اکس (X) در الفبای رومی معنای عدد ۱۰ را می‌دهد.
این محصول پرچم‌دار تلفن‌های هوشمند اپل است و فناوری‌های پیشرفته بسیاری در آن به کار رفته. همان‌طور که پیش از معرفی آیفون اکس به اخبار درز پیدا کرده بود، در این آیفون دیگر خبری از دکمه هوم نیست و بسیاری از ویژگی‌های پیشرفته آی‌اواس ۱۱، دیود گسیل نور ارگانیک، حسگر عمق، دوربین دوگانه، صفحه نمایش بهبودیافته، به همراه فناوری تشخیص چهره ویژه این شرکت به نام فیس آی‌دی در آن به کار گرفته شده‌است.
آیفون ایکس طوری طراحی شده که نشان دهنده فناوری آینده محصولات اپل باشد، به ویژه اتخاذ تکنولوژی صفحه نمایش OLED برای اولین بار در تاریخ آیفون، و همچنین استفاده از فرم شیشه ای و ضدزنگ، ارائه شارژ بی‌سیم، و حذف دکمهٔ هوم به نفع معرفی یک طراحی جدید بدون حاشیه، تقریباً از بین بردن تمام صفات در گوشی‌های هوشمند و عدم داشتن «چانه»، بر خلاف بسیاری از گوشی‌های اندروید نشان دهنده این موضوع است. همچنین نوع جدیدی از احراز هویت و رمز عبور به نام Face ID منتشر شد. این تکنولوژی به کار رفته نوعی از یک روش تأیید هویت جدید با استفاده از فناوری‌های پیشرفته برای اسکن چهره کاربر برای باز کردن قفل دستگاه و همچنین استفاده از emojis متحرک به نام Animoji است. این فاکتورهای جدید، تقریباً بدون فضای خالی، تغییر قابل توجهی را در تعامل کاربر آیفون، شامل حرکات مبتنی بر کش رفتن به حرکت در اطراف سیستم عامل، به جای دکمه معمولی خانه استفاده شده در هر تکرار قبلی آیفون است. در زمان عرضه آن در ماه نوامبر ۲۰۱۷، قیمت آن ۹۹۹ دلار آمریکا نیز آن را به عنوان گران‌قیمت‌ترین آیفون تبدیل کرد و قیمت‌های بالاتری نیز در سطح بین‌المللی به علت افزایش مالیات بر فروش و واردات محلی بود.
دربارهٔ آیفون ایکس نظرات مختلفی بیان شده از جمله نمایشگر و کیفیت ساخت آن که به‌طور جهانی مورد ستایش قرار گرفت و دوربین نیز در بررسی‌ها عملکرد مثبتی از خود بر جای گذاشت. به علت اینکه «بالای» صفحه نمایش حسگر و معرفی یک روش احراز هویت جدید، گوشی به خصوص قطبش پذیر شد. این تکه به شدت توسط کاربران در رسانه‌های اجتماعی مورد تمسخر قرار گرفت، هرچند توسعه دهندگان برنامه به‌طور غیر مستقیم با دید مثبت به تغییراتی که در برنامه‌ها و بازی‌هایشان به تجربه کاربر داده بودند پاسخ دادند.
منتقدان واکنش‌های متفاوتی داشتند و بعضی آن را محکوم کرده و بعضی دیگر در اولین لحظات استفاده از آن به عنوان غیر معمول عادت داشتند تا عادت به حضور خود را داشته باشند. تشخیص صورت Face ID برای تنظیم ساده آن ستایش شد، اما برای نیاز به چشم‌های مستقیم بر روی صفحه نمایش مورد انتقاد قرار گرفت، هر چند که این گزینه را می‌توان در تنظیمات سیستم غیرفعال کرد.
تولید این گوشی در ۱۲ سپتامبر ۲۰۱۸، همزمان با رونمایی از آیفون اکس‌اس، آیفون اکس‌اس مکس و آیفون اکس‌آر و همراه با آیفون ۶اس و نوع پلاس آن و همچنین آیفون اس‌ای (نسل اول) متوقف شد.
در ۲۲ نوامبر ۲۰۱۸ اپل اعلام کرد که به دلیل فروش ضعیف جانشینان، تولید آیفون ایکس را از سر خواهد گرفت. اتفاقی که البته رخ نداد.

## تاریخچه
فناوری به کار گرفته شده در آیفون ایکس از سال ۲۰۱۲ یعنی به مدت پنج سال در حال توسعه بود. شایعاتی در مورد طراحی مجدد آیفون مطرح می‌شد که در طول زمان معرفی آیفون ۷ در اواخر سال ۲۰۱۶ آغاز شد و زمانی که اطلاعات یک سیستم عامل خانگی هوم‌پاد در ماه ژوئیه به بیرون درز کرد، به این موضوع هم اشاره شد که اپل به زودی یک گوشی را با طراحی بی نظیر و عدم وجود صفحه کلید فیزیکی، حسگر Face ID و سایر ویژگی‌های جدید منتشر خواهد کرد. یک نسخه توسعه نهایی در سیستم عامل iOS 11 نیز در سپتامبر ۲۰۱۷ منتشر شد و طراحی و ویژگی‌های جدید را تأیید کرد.

## مشخصات
آیفون ایکس در دو رنگ نقره‌ای و خاکستری وجود دارد. جلو و پشت گوشی از فولاد ضدزنگ ساخته شده تا دوام بیشتری داشته باشد. دستگاه دارای یک پوشش شیشه ای نیز هست که به IP67 مجهز و نسبت به آب و گرد و خاک مقاوم است.

### سخت‌افزار

#### نمایشگر
آیفون ایکس دارای صفحه نمایش رنگی ۵٫۸۵ اینچی OLED است که با پشتیبانی از DCI-P3، گستره رنگی، sRGB و محدوده دینامیکی بالا، دارای نسبت کنتراست ۱٬۰۰۰٬۰۰۰: ۱ است.
صفحه نمایش Super Retina دارای تکنولوژی True Tone در iPad Pro است که از سنسورهای نور محیط برای تطبیق تعادل رنگی صفحه نمایش به نور محیط اطراف استفاده می‌کند.
اگر چه آیفون ایکس دارای همان تکنولوژی ProMotion که در نمایشگرهای نسل دوم iPad Pro استفاده می‌شود، جایی که صفحه نمایش یک میزان روشنایی 120Hz را ارائه می‌دهد، ورودی نمونه را با 120Hz در نظر می‌گیرد. تکنولوژی صفحه نمایش OLED یک روند منفی از اثرات «سوختن» دارد که در آن عناصر خاصی به‌طور مداوم بر روی صفحه نمایش برای مدت زمان طولانی ردیابی ضعیف را حتی پس از ظاهر شدن تصاویر جدید را ادامه می‌دهند.
اپل اذعان کرد که صفحه نمایش OLED آنها این مشکل را ندارد، نوشتن در یک اسناد پشتیبانی که «این رفتار نیز مورد انتظار است».
گرژ جوسویاک، معاون بازاریابی محصول اپل، به تام هاردویر گفت که پانل OLED اپل مورد استفاده در آیفون ایکس برای جلوگیری از «اشباع شدن» رنگ‌هایی که از پانل‌های OLED به‌طور معمول استفاده می‌کنند طراحی شده‌است و از تنظیمات رنگ و به اصلاح سطوح «زیر پیکسل» برای خطوط قرمزی و گوشه‌های گرد بهره برده. برای تعمیرات خارج از گارانتی برای آسیب‌های غیر مرتبط با ایرادات ساخت، تعمیر صفحه نمایش آیفون ایکس ۲۷۹ دلار آمریکا هزینه دارد، در حالی که سایر تعمیرات آسیب‌دیدگی ۵۴۹ دلار آمریکا هزینه دارد.

#### پردازنده
آیفون ایکس شامل سامانه روی یک تراشه Apple A11 Bionic است که در iPhone 8 و 8 Plus نیز مورد استفاده قرار گرفته بود. این سیستم عامل دارای یک پردازنده شش هسته ای است که دو هسته بهینه‌سازی شده برای عملکرد (۲۵٪ سریع تر از پردازنده A10 Fusion) همراه با چهار هسته‌های بهینه شده برای بازده (۷۰٪ سریعتر از نسل قبلی). همچنین دارای اولین پردازنده گرافیکی با معماری اپل و یک موتور عصبی است که توانایی شتاب‌دهنده هوش مصنوعی را فراهم می‌کند.

#### احراز هویت بیومتریک
فناوری تشخیص چهره (فیس آی‌دی) جایگزین روش قبلی یعنی تاچ آی‌دی شده‌است. سنسور تشخیص چهره شامل دو بخش است: یک ماژول «رومئو» که بیش از ۳۰٬۰۰۰ نقطه مادون قرمز روی چهره کاربر ایجاد می‌کند و یک ماژول «ژولیت» است که این الگوی را می‌خواند. این الگو به Enclave Secure در تراشه A11 Bionic ارسال می‌شود تا چهره صاحب تلفن را تأیید کند. به‌طور پیش‌فرض، سیستم با چشمان بسته کار نمی‌کند، در تلاش برای جلوگیری از دسترسی غیرمجاز، اما این نیاز را می‌توان در تنظیمات غیرفعال شده‌است.

#### دوربین
آیفون ایکس دارای دو دوربین در عقب است. یکی دوربین ۱۲ مگاپیکسلی با ابعاد f / 1.8 با پشتیبانی از تشخیص چهره، محدوده دینامیکی بالا و تثبیت کننده تصویر نوری است. این دستگاه قادر به ضبط فیلم 4K در ۲۴، ۳۰ یا ۶۰ فریم در ثانیه یا ویدئو 1080p در ۳۰، ۶۰، ۱۲۰ یا ۲۴۰ فریم در ثانیه است. یک لنز ثانویه، تلسکوپ ۲ برابر زوم اپتیکال و ۱۰ برابر زوم دیجیتال با دیافراگم f / 2.4 و تثبیت کننده تصویر نوری است. یک حالت پرتره قادر به تولید عکس با عمق میدان و جلوه‌های نورانی خاص است. همچنین دارای یک چراغ True Tone چهار LED با قدرت روشنایی ۲ برابر است.

### نرم‌افزار
با توجه به لایه‌های مختلف سیستم عامل ios توسعه دهندگان این سیستم عامل باید برنامه‌های خود را به روز نگه دارند تا بتوانند از تمامی جزئیات بر روی صفحه نمایش خود بهره ببرند. این جزئیات شامل گوشه‌های گرد، حسگر «خمیده» در بالای صفحه و یک منطقه نشانگر در پایین برای دسترسی به صفحه اصلی است. اپل یک ” دستورالعمل رابط کاربری ” برای توسعه دهندگان منتشر کرده تا آنهارا از تلاش برای ارتقاء برنامه‌های خود محروم نکند. علاوه بر این در داخل برنامه باید به درستی مرجع Face ID به جای شناسه Touch ID که در آن فن آوری احراز هویت در آیفون ایکس استفاده شود. در مدت زمانی که توسعه دهندگان منتظر انتشار آیفون ایکس بودند، اکثر برنامه‌های اصلی به سرعت به روز شد تا تغییرات جدیدی را به ارمغان آورد. هرچند این تغییرات موجب به معلق شدن برخی از برنامه‌های مهم شد.

## بازتاب‌ها

### بررسی‌های کلی
دربارهٔ آیفون ایکس نظرات مختلفی بیان شده از جمله نمایشگر و کیفیت ساخت آن که به‌طور جهانی مورد ستایش قرار گرفت و دوربین نیز در بررسی‌ها عملکرد مثبتی از خود بر جای گذاشت. به علت اینکه «بالای» صفحه نمایش حسگر و معرفی یک روش احراز هویت جدید، گوشی به خصوص قطبش پذیر شد. این تکه به شدت توسط کاربران در رسانه‌های اجتماعی مورد تمسخر قرار گرفت، هرچند توسعه دهندگان برنامه به‌طور غیر مستقیم با دید مثبت به تغییراتی که در برنامه‌ها و بازی‌هایشان به تجربه کاربر داده بودند پاسخ دادند.
منتقدان واکنش‌های متفاوتی داشتند و بعضی آن را محکوم کرده و بعضی دیگر در اولین لحظات استفاده از آن به عنوان غیر معمول عادت داشتند تا عادت به حضور خود را داشته باشند. تشخیص صورت Face ID برای تنظیم ساده آن ستایش شد، اما برای نیاز به چشم‌های مستقیم بر روی صفحه نمایش مورد انتقاد قرار گرفت، هر چند که این گزینه را می‌توان در تنظیمات سیستم غیرفعال کرد.
دوربین عقب آیفون ایکس دارای امتیاز ۹۷ از یک شرکت معتبر تست دوربین به نام DxOMark است. برای مقایسه، امتیاز گلکسی اس۹ پلاس سامسونگ ۹۹ و امتیاز پیکسل ۲ گوگل ۹۸ است. کانسومر ریپورتس، یک سازمان غیرانتفاعی مستقل که با هدف نوشتن نقطه نظرات بی طرفانه برای محصولات مصرفی است، آیفون ایکس را پایین‌تر از آیفون ۸ و آیفون ۸ پلاس قرار داده و همچنین با توجه با توجه به دوام کمتر باتری بعد سامسونگ گلکسی اس۸، اس۸ پلاس و نوت ۸ قرار گرفته‌است.

### نگرانی‌های امنیتی و حفظ حریم خصوصی فیس آی‌دی
فناوری تشخیص چهره نگرانی‌های مربوط به امکان اجرای قانون دسترسی به تلفن‌های شخصی با نمایش چهره کاربران را افزایش داد. سناتور آمریکایی ال فرانکن از اپل خواست تا اطلاعات بیشتری را دربارهٔ امنیت و حفظ حریم خصوصی فیس آی‌دی ارائه دهد. اپل با اشاره به انتشار مقاله امنیتی جدید خود به این سؤال اینگونه جواب داد:
نتایج غیرمستقیم نشان داده شده در هنگام آزمایش سیستم تشخیص چهره در دوقلوهای یکسان و انجام برخی دیگر از تست‌ها سیستم به صورت ۲ شخص متفاوت تشخیص داده و نشان از درستی این فناوری است.

## مشکلات
این مشکلات الزاماً در تمام مدل‌های این گوشی وجود ندارد.
- مشکلات فعال‌سازی اولیه[۶۴][۶۵]
- مشکلات هوای سرد[۶۶][۶۷]
- تفاوت‌های مودم سلولی[۶۸][۶۹]
- مشکلات ارتباطات میدان‌نزدیک (NFC)[۷۰]
- مشکلات تاچ نمایشگر[۷۱]
- مشکل قطع تماس
- مشکل عمل نکردن جستجو در تنظیمات گوشی
- کند شارژ شدن یا شارژ نکردن شارژر بی سیم
- عملکرد ضعیف جی پی اس
- مشکل عدم کارکرد صحیح لمس صفحه نمایش
- مشکل عملکرد ضعیف فیس آیدی
- مشکل گیر کردن صفحه نمایش
- مشکل سوختگی صفحه نمایش آیفون ایکس
- مشکل ظهور خطوط سبز رنگ روی صفحه گوشی
- مشکل کار نکردن اسپیکر آیفون با افزایش شدت صدا